# Glossus humanus
Glossus humanus is een tweekleppigensoort uit de familie Glossidae. De wetenschappelijke naam van de soort werd in 1758 gepubliceerd door Carl Linnaeus in de tiende editie van Systema naturae als Cardium humanum.

## Verspreiding en leefgebied
Deze soort komt in grote aantallen voor in de Middellandse Zee en de noordelijke gebieden van de Atlantische Oceaan.
Rechter en linker klep van hetzelfde exemplaar:

Rechter Klep
Linker Klep